# Rudgea duckei
Rudgea duckei är en måreväxtart som beskrevs av Paul Carpenter Standley. Rudgea duckei ingår i släktet Rudgea och familjen måreväxter. Inga underarter finns listade i Catalogue of Life.